# 巴尔坦吉语

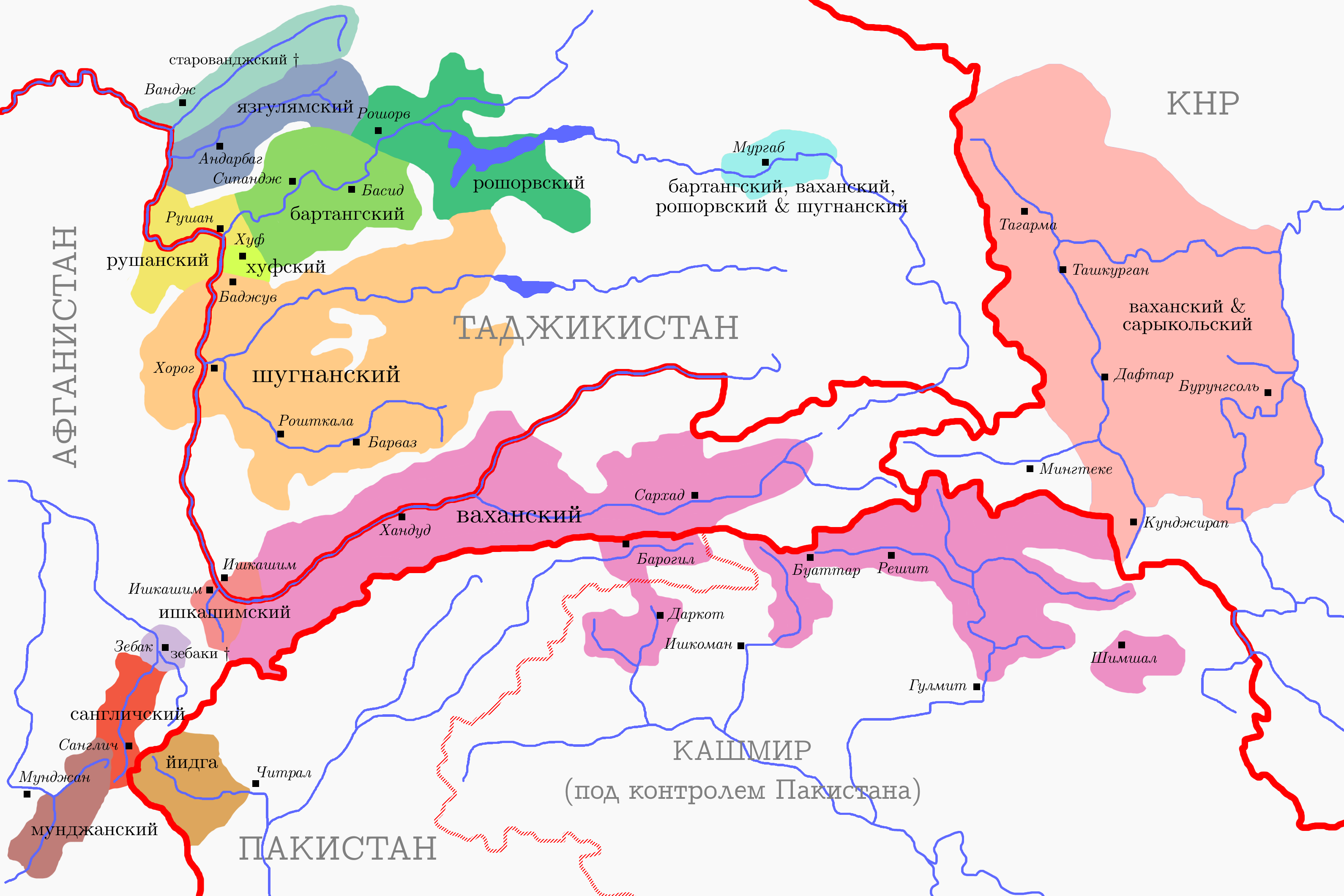
帕米尔诸语分布图，草绿色者为巴尔唐语

巴尔唐语（Bartangi）或译巴尔坦吉语，是一种帕米尔语言，分布在戈尔诺-巴达赫尚自治州叶姆兹至尼克比斯特之间的巴尔坦河沿岸。它通常被归类为舒格南语的一种方言，但是却非常独特。巴尔唐语有两种（子）方言，即巴西德（Basid）语和西潘吉（Sipandzh）语，以使用它们的村庄命名。 没有写。
截至1990年，约有2500至3000名左右的巴尔唐语使用者。虽然人口不断增长，但塔吉克斯坦内战、曾经苏联试图同化巴尔唐人、居民迁移至城市等等原因都导致了该语言的逐渐衰落。此外，塔吉克语和俄语作为教育和现代化语言的普及也导致了巴尔唐语的衰落。